# Loma de Guadalupe, Jalisco
Loma de Guadalupe är en ort i Mexiko.   Den ligger i kommunen Zapotitlán de Vadillo och delstaten Jalisco, i den södra delen av landet, 500 km väster om huvudstaden Mexico City. Loma de Guadalupe ligger 891 meter över havet och antalet invånare är 158.
Terrängen runt Loma de Guadalupe är kuperad åt nordost, men åt sydväst är den bergig. Runt Loma de Guadalupe är det glesbefolkat, med 16 invånare per kvadratkilometer. Närmaste större samhälle är Tolimán, 9,8 km nordväst om Loma de Guadalupe. I omgivningarna runt Loma de Guadalupe växer huvudsakligen savannskog.